# Deb Fischer
Debra Strobel "Deb" Fischer, född 1 mars 1951 i Lincoln, Nebraska, är en amerikansk republikansk politiker. Hon representerar delstaten Nebraska i USA:s senat sedan 3 januari 2013.
Fischer avlade 1988 kandidatexamen i pedagogik vid University of Nebraska-Lincoln. I senatsvalet 2012 besegrade Fischer demokraten och före detta senatorn Bob Kerrey.
I Fischers 2012-kampanjmaterial, uttryckte hon stöd för ett ändringsförslag till den amerikanska konstitutionen som begränsar senatorer till två sex åriga mandatperioder och USA:s representanter till tre tvååriga mandatperioder. Hon lovade att "begränsa sig till två mandatperioder på ämbetet", vilket motsvarar 12 år. Hon uppgav också att medlemmar i den amerikanska kongressen bör placeras under ett livslångt förbud från att bli federalt registrerade lobbyister.
Deb Fischer ställde upp i omval år 2018 för en andra mandatperiod som senator. Primärvalet för båda partier var den 15 maj 2018. Fischer vann lätt den republikanska nomineringen med över 75 procent av rösterna mot andra utmanare, och mötte stadsfullmäktige Jane Raybould från Nebraska. Den 6 november, vann Fischer senatsvalet i Nebraska mot demokraten Jane Raybould.